# Ulrik le Fevre
Ulrik le Fevre (født 25. juni 1946, død 24. februar 2024) var en dansk fodboldspiller, fodboldtræner og FIFA-agent. Han var i sin tid en legende både i Vejle Boldklub og på landsholdet, ligesom han huskes som en ekstraordinær spiller i den tyske klub Borussia Mönchengladbach. Han var den første dansker, der vandt mesterskabet i fodbold i tre forskellige lande (Tyskland, Belgien og Danmark).

## Karriere

### Oprindelig uddannelse
Le Fevre var student fra Vejle Gymnasium og uddannet lærer fra Jelling Statsseminarium.

### Aktiv spiller
Ulrik le Fevre var en elegant og teknisk begavet venstre wing, der bl.a. huskes for husmandsfinten. Desuden var han en farlig målskytte med et hårdt og præcist skud. 
Le Fevres mest berømte scoring var uden tvivl, da han i 1971 scorede det første "Tor des Jahres" i Bundesligaen. Her udnyttede han sin sikre boldbehandling til to gange at jonglere med bolden i modstandernes straffesparksfelt, mens han var omgivet af forsvarsspillere. Først jonglerede le Fevre væk fra målet, dernæst på tværs af banen, og til sidst lavede en vinkelret drejning og skød på mål.
Ulrik le Fevre spillede for Vejle Boldklub, Borussia Mönchengladbach og Club Brügge og vandt det nationale mesterskab med alle tre klubber, hvilket i mange år var en enestående rekord. I 1976 var han med i begge kampe i UEF Cup-finalen, da Club Brugge tabte til Liverpool F.C..
Han debuterede på A-landsholdet i 1965 og nåede at score 7 mål i 37 kampe. I flere år måtte han kæmpe en hård kamp med såvel DBU som sine udenlandske klubber for at få lov at spille for Danmark. Le Fevre spillede sin sidste kamp for landsholdet i 1976 og afsluttede sin aktive karriere i Vejle Boldklub i 1978.

### Efter fodboldkarrieren
Efter karrieren var Ulrik le Fevre blandt andet FIFA-agent. I en periode i starten af 1990'erne var han desuden sportschef i Vejle Boldklub.
Ulrik le Fevre arbejdede ligeledes som underviser på Hældagerskolen i Bredballe, hvor han bl.a. underviste i matematik og gymnastik.

## Hæder
Ulrik le Fevre vandt i alt seks nationale mesterskaber samt en belgisk pokaltitel. I 1971 blev et af hans mål for Mönchengladbach kåret som "Årets mål" i Tyskland. Målet blev scoret mod Schalke 04, hvor le Fevre først snød flere modspillere i straffesparksfeltet og siden afsluttede med en helflugter.
I 2022 blev le Fevre optaget i Fodboldens Hall of Fame, blandt andet med henvisning til hans anvendelse af husmandsfinten.

## Nationale titler
- Tysk mester: 1970, 1971
- Belgisk mester: 1973, 1976, 1977
- Dansk mester: 1978
- Belgisk pokalvinder: 1977